# Стадион Милан Средановић у Кули
Стадион "Милан Средановић" је стадион у Кули који се највише употребљава за фудбалске утакмице Хајдук 1912.

## Информације о стадиону
Налази се у оквиру Спортско-пословног центра „Хајдук“, на ексклузивној локацији у строгом центру Куле. 
Објекат је изграђен 1992. године, захваљујући прегалаштву тадашње Хајдукове управе и налази се у власништву клуба. Направљен је захваљујући успешним маркетиншким потезима, без динара сопственог капитала и уз скромну помоћ града. Монтажни елементи набављени су у Словенији, а пројектант био је архитекта Миодраг Ракочевић.
Стадион је у потпуности прекривен столицама, капацитета 5.973 гледалаца (пре постављања столица, капацитет је гласио 11.000). Смештен је у улици Светозара Марковића бр. 8, између Великог бачког канала, комплекса седишта општине те Пионирског дома.
Поред стадиона у оквиру објекта налази се и управна зграда, клупски ресторан, свлачионице, физиотерапеутски и домарски простор, оставе, те простор за угоститељску делатност.
Од 2013. стадион користи Омладински фудбалски клуб Хајдук из Куле.
Од 2018. стадион користе новоформирани клуб ФК Хајдук 1912 и Спартак Ждрепчева Крв (због реновирања Градског стадиона у Суботици).

## Галерија
- Током утакмице Хајдук - Црвена звезда септембра 2011.